# Michael Lipsky
Michael Lipsky (ur. 13 kwietnia 1940 w Nowym Jorku) – amerykański politolog i socjolog, profesor w Massachusetts Institute of Technology, twórca pojęcia biurokracja pierwszego kontaktu (ang. Street-level bureaucracy), członek Ford Foundation.

## Życiorys
Uczęszczał do Oberlin College (tytuł B.A. w 1961) i Princeton University, w którym otrzymał tytuł M.P.A. i M.A. (1964), jak również doktoryzował się. W 1967, w Princeton zaangażował się w działalność studencką i ruch na rzecz praw obywatelskich. W 1963 pojechał do Jackson w stanie Mississippi, aby pomóc w opublikowaniu Mississippi Free Press, gazety zorientowanej na ruch praw obywatelskich. Po powrocie zgłosił się jako doradca do organizacji studenckiej Princeton Friends of SNCC (ang. Student Nonviolent Coordinating Committee). W 1964 był wolontariuszem w szkole w Holly Springs w stanie Mississippi, gdzie pracował przy rejestracji wyborców i edukacji obywatelskiej. W latach 1965–1966 był pracownikiem naukowym Brookings Institute, a w 1966 roku został konsultantem w Education Associates Inc.
Jego aktywizm, zarówno w Princeton, jak i na południu Stanów Zjednoczonych, doprowadził do zainteresowania badaczy walką osób dyskryminowanych, w szczególności Afroamerykanów, a jego dysertacja została zatytułowana Rent Strikes in New York City: Protest Politics and the Power of the Poor. Przed ukończeniem tej dysertacji (1967) Lipsky został zatrudniony jako adiunkt w Wydziale Nauk Politycznych na Uniwersytecie Wisconsin-Madison. Nauczał w tym charakterze od 1966 do 1969. Podczas studiów był także współpracownikiem naukowym Instytutu Badań nad Ubóstwem i pełnił funkcję specjalnego asystenta kanclerza ds. równości szans.
Podczas swoich lat w Wisconsin rozpoczął współpracę badawczą z Davidem J. Olsonem, którą kontynuował również w dalszych latach. Badania te stały się podstawą rozprawy Olsona Przemoc na tle rasowym i polityka miejska: reakcja polityczna na zaburzenia cywilne w trzech amerykańskich miastach. Dzięki współpracy uczonych wyszła też książka z 1977 – Polityka Komisji: Procesy kryzysu rasowego w Ameryce.
Michael Lipsky dołączył do pracowników Massachusetts Institute of Technology w 1969 i uczył tam do 1991, kiedy związał się z Programem Pokoju i Sprawiedliwości Społecznej Fundacji Forda w Nowym Jorku.

## Biurokracja pierwszego kontaktu
Koncepcja biurokracji pierwszego kontaktu została spopularyzowana przez niego w 1980. Twierdził, że "wdrażenie polityki państwa ostatecznie sprowadza się do ludzi, którzy faktycznie ją realizują". Twierdził, że pracownicy państwowi, tacy jak policja, czy pracownicy socjalni, powinni być postrzegani jako część "społeczności tworzącej politykę" i jako siły sprawujące władzę polityczną. Niektórzy komentatorzy zakwestionowali model Lipsky'ego. Np. Tony Evans i John Harris twierdzą, że "mnożenie zasad i przepisów nie powinno automatycznie być utożsamiane z większą kontrolą nad profesjonalizmem działania, paradoksalnie, więcej reguł może ograniczać profesjonalizm".
Pierwsze zręby swoich koncepcji zaprezentował na dorocznej konferencji amerykańskiego stowarzyszenia nauk politycznych w 1969 w Nowym Jorku. Prezentacja i artykuł zawierały już dwie kluczowe jego koncepcje, które rozpowszechniły się po publikacji książki w 1980: biurokracja pierwszego kontaktu oraz dylematy jednostki w służbach publicznych.